# Cassareep
Cassareep ist der eingedickte, gewürzte Saft ausgekochter Maniokknollen und eine traditionelle Zutat der trinidadischen und der guayanesischen Küche.

## Geschichte
Das Herstellungsverfahren geht auf die indianischen Ureinwohner der Region zurück.

## Herstellung

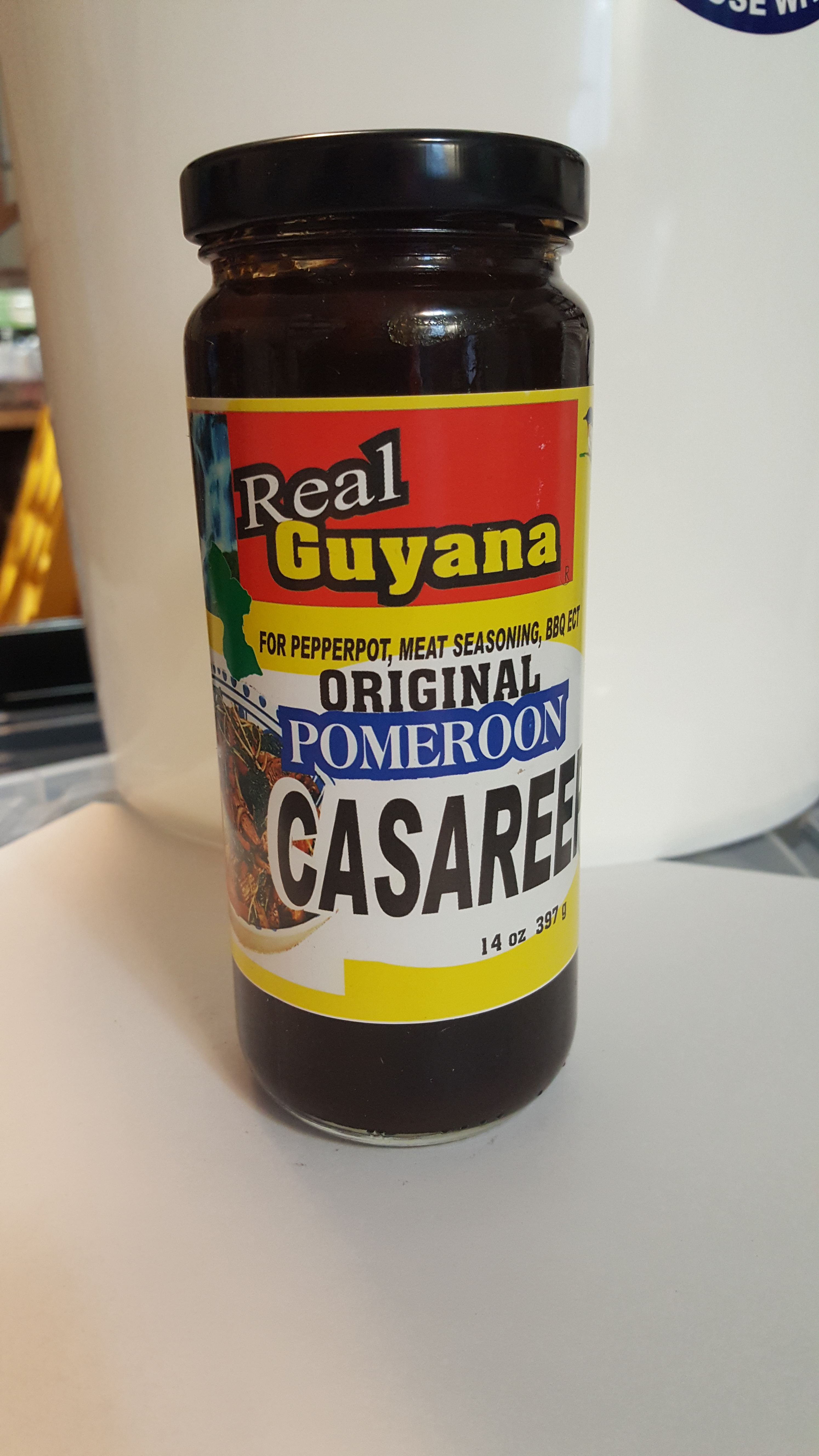
Industriell hergestellter Cassareep

Grundlage für Cassareep ist der Saft der Maniokknolle. Dieser ist wegen der enthaltenen Glucoside giftig, die Toxizität verschwindet aber bei Erhitzung. Der durch Auspressen zerkleinerter Wurzeln gewonnene Saft wird gekocht, bis er ungefähr die Hälfte seines Volumens verloren und die sirupartige Konsistenz von Melasse hat. Dabei werden Gewürze zugegeben, für gewöhnlich Salz, Pfeffer, Zucker, Nelken und Zimt, gelegentlich auch Honig. Die Technik, Maniok zur Abtötung der Glucoside auszukochen, wurde von den Ureinwohnern der südlichen Karibik, den Arawak und Kariben, entwickelt. Heute wird Cassareep von Trinidad und Guayana aus in die gesamte Karibik und die USA exportiert.

## Verwendung
Cassareep wird sowohl als geschmackgebende bzw. färbende Zutat für Gerichte als auch als traditionelles Heilmittel verwendet. Als Würzmittel dient es primär als Zutat des Pepperpot, eines in der südlichen Karibik verbreiteten Eintopfgerichts. Generell verleiht es Gerichten ein dominantes, bittersüßes Aroma. Als Heilmittel wird es lokal wegen seiner antiseptischen Eigenschaften eingesetzt, außerdem dient es der Haltbarmachung von Lebensmitteln.